# ناتشو فارغا
إغناسيو «ناتشو» فارغا (بالإنجليزية: Ignacio "Nacho" Varga)‏ هي شخصية خيالية ظهرت في مسلسل إيه إم سي التلفزيوني من الأفضل الاتصال بسول، المشتق من مسلسل اختلال ضال. يجسّد الشخصية مايكل ماندو وابتكرها كلٌ من فينس غيليغان وبيتر غولد.
الحوار الذي قاله سول غودمان في حلقة «من الأفضل الاتصال بسول» من مسلسل اختلال ضال يذكر ناتشو ولالو سالامانكا، على الرغم من عدم ظهور أي منهما في اختلال ضال. ناتشو هو عضو هادئ وذكي في منظمة سالامانكا للمخدرات. إنه يهتم بعمق برفاهية والده مانويل النزيه الذي يعمل بجهد. يصادق جيمي ماكغيل بعد أن ساعده جيمي في تبرئته من تهم الاختطاف. عندما يسعى آل سالامانكا لاستخدام متجر والده كواجهة لعصابة المخدرات، يحاول ناتشو قتل هيكتور سالامانكا، رب الأسرة، عن طريق تبديل أدويته. تم اكتشاف هذا من قبل غاس فرينغ، الذي يدير تجارة المخدرات المنافسة. يُجبر ناتشو على أن يكون جاسوسًا لغاس داخل منظمة آل سالامانكا، الأمر الذي يزداد تعقيدًا عندما يصل لالو الداهية للإشراف على العمليات.

## وصلات خارجية
- ناتشو فارغا على إيه إم سي (بالإنجليزية)